# Palazzo Nazionale di Ajuda
Il Palazzo Nazionale di Ajuda (in portoghese: Palácio Nacional da Ajuda o Paço de Nossa Senhora da Ajuda) è un monumento nazionale portoghese, situato nella freguesia di Ajuda nella città di Lisbona. 
La sua costruzione ebbe inizio alla fine del XVIII secolo (1795) al fine di rimpiazzare la Real Barraca, una residenza reale così chiamata essendo stata costruita interamente in legno (edificata quale sede della corte in seguito alla distruzione del palazzo della Ribeira occorsa nel terremoto del 1755). Il progetto iniziale, concepito da Manuel Caetano de Sousa, subì una profonda alterazione in seguito all'adozione di un nuovo piano nel 1802. L'edificio presenta un carattere neoclassico, opera degli architetti Francisco Xavier Fabri e José da Costa e Silva. Il palazzo venne abitato in maniera non continuativa, risultando non del tutto completato. Venne scelto quale residenza reale ufficiale da re Luigi I (1838-1889), che vi si insediò in maniera definitiva a partire dal 1861. L'ingresso del palazzo contiene 47 statue realizzate da artisti portoghesi. 
In seguito alla nascita della repubblica portoghese nel 1910 l'edificio non venne più abitato, venendo adibito a museo a nel 1968. Il palazzo contiene un rilevante patrimonio artistico sotto forma di mobili, gioielli e suppellettili antiche di pregio.
Sono attualmente in corso vari lavori nell'ala occidentale dell'edificio, finalizzati al completamento della struttura e all'installazione di sistemi di sicurezza in previsione dell'apertura di un'esposizione a carattere permanente del tesoro reale portoghese.
Il palazzo ospita oltre al museo la Biblioteca Nazionale di Ajuda, il Ministero della cultura, la Galleria di dipinti di re Luigi I e la Direzione generale del patrimonio culturale. Il palazzo e il museo sono gestiti dalla Direzione generale del patrimonio culturale e dalla Presidenza della Repubblica.